# Dora García (artista)
Dora García (Valladolid, 1965) es una artista española residente en Oslo. Su obra artística se centra sobre todo nuevos medios en la performance y lo audiovisual. 

## Biografía
Estudió en la Universidad de Salamanca la carrera de Bellas Artes y también en la Rijksakademie de Ámsterdam. Posteriormente, se trasladó a Bruselas donde residió dieciséis años.

### Trayectoria artística
En su práctica artística, utiliza el espacio expositivo para investigar la relación entre espectador, espacio y obra, muchas veces a través de la performance y la interactividad con el público. Ha participado en exposiciones internacionales de arte como la Bienal Manifesta (1998), la Bienal de Estambul (2003), Münster Sculpture Projects (2007), la Bienal de Sídney (2008) o la 13.ª documenta de Kassel (2012). Fue la representante española en la 54.ª edición de la Bienal de Venecia (2011) con el proyecto Lo Inadecuado, que convirtió el pabellón español en una plataforma de reflexión, crítica y debate sobre la marginalidad. En 2013 volvió a Venecia para instalar el proyecto The Joycean Society en la Fondation Prince Pierre de Mónaco.
En 2014 reinventó los 18 Happenings in 6 Parts de Allan Kaprow en la Fundación Antoni Tàpies de Barcelona y en 2018 el Museo Reina Sofía le ha dedicado la exposición individual: Segunda vez.
En 2018 con motivo del 40 aniversario de la Constitución española su performance Innstant Narrative /IN)  fue seleccionada entre las obras procedentes del Museo Centro de Arte Reina Sofía para estar representada en la exposición El poder del arte. La exposición se ha ubicado en los edificios del Congreso de los Diputados y del Senado.

## Obra
En su obra conceptual, García utiliza fotografía, instalación, dibujo, video, sonido y la web para experimentar los límites entre realidad y ficción. 

«Hay una teoría que dice que todos los artistas hacen siempre la misma pieza y algo de razón tienen. A veces hay algunos trabajos que se me olvidan y cuando los reencuentro me sorprende ver lo que los he repetido y lo que hay de ellos en las piezas más recientes»
Dora García, entrevista realizada por la Radio del Museo Reina Sofía.

Su trabajo se caracteriza por la participación de los espectadores, a quienes insta a adoptar una postura con relación a cuestiones éticamente controvertidas, exigiéndoles que se comprometan a examinar más detalladamente estos temas y a reflexionar sobre la naturaleza institucional del entorno en el que se lleva a cabo su encuentro con las obras de arte. La marginalidad es un tema central, a través de la creación de situaciones o contextos que perturban o inquietan al espectador. La realidad se presenta como múltiple y la verdad se convierte en un punto debatible en cada una de sus puestas en escena.

#### Obras relevantes
- Insertos en tiempo real (2000), obra en la que presenta distintas performances pero utilizando por primera vez internet como modo de exposición. Obras sin una duración predeterminada, no se sabía cuándo empezaban ni cuándo terminaban.
- 100 obras de arte impossibles (2001)
- The Beggar’s opera o La ópera del mendigo (2007) representación en espacios públicos.
- Todas las historias. La serie de trabajos de García que se agrupan bajo este título comienzan en el año 2001. Se presenta como un archivo de todas las historias del mundo, cada una de ellas contada en no más de cinco líneas, Este archivo se pone en la red a disposición del público para ser leído y así activar la historia con la que se inicia la serie. Consta de la web "Todas las historias" en la que los lectores tienen el rol de espectador pero a su vez pueden ser escritores y comentaristas.[8]
- El café de los oidores de voces es un proyecto que parte del Movimiento de los Oidores de voces y que bebe de la antipsiquiatría generando espacios de convivencia y debate con y entre personas con malestar psíquico. Lo ha desarrollado en Toronto, Valladolid, Madrid, Barcelona, Paris, Berlín y Londres.
- The Joycean Society, documental.[9][10]

## Presencia en museos y bienales
Sus proyectos, eminentemente conceptuales han sido exhibidos en prestigiosos museos de arte contemporáneo tanto españoles: MUSAC de León, Museo Nacional Centro de Arte Reina Sofía de Madrid , CCCB y MACBA de Barcelona (2003), Museo de Arte Contemporáneo Helga de Alvear, y el Patio Herreriano de Valladolid),  CA2M Centro de Arte 2 de Mayo en Móstoles (Madrid), como extranjeros: Centro Georges Pompidou de París, Tate Modern de Londres, SMAK de Gante (2006), GfZK de Leipzig (2007), Kunsthalle de Berna (2010) y el Pabellón de España de la Bienal de Venecia (2011). También ha participado en numerosas Bienales, entre otras: Estambul (2003), Sídney (2008), Lyon (2009) San Pablo (2010) y en Documenta 13 (2012). En el año 2023 el Museo Nacional Centro de Arte Reina Sofía expone algunas de sus obras en  la exposición temporal Maquinaciones.
En el año 2022 participa en el Seminario internacional Coleccionar el presente que tuvo lugar en el Museo Nacional Centro de Arte Reina Sofía en colaboración con L'internationale. Su ponencia hizo referencia a las prácticas performativas desarrolladas dentro de los museos a través de un análisis de la perspectiva del artista y compartió mesa con Roger Bernat, Benvenuto Chavajay, y Leonor Serrano Rivas.

## Premios y reconocimientos
- Premios Arte y Mecenazgo 2018, en la categoría Artista, concedidos por la Obra Social La Caixa.[15] La entrega del premio, de esta octava edición, se celebró en el CaixaForum Madrid recibiendo los galardonados una escultura de Miquel Barceló.[16]
- 45 PIAC, otorgado por la Fundación Príncipe Pierre de Mónaco.[17]
- Premio Nacional de Artes Plásticas 2021 concedido por el Ministerio de Cultura y Deporte de España.[18]
- En 2025 fue reconocida con el Premio Castilla y León de las Artes.[19]